# Mangan(III)-fluorid
Mangan(III)-fluorid ist eine chemische Verbindung des Mangans aus der Gruppe der Fluoride.

## Gewinnung und Darstellung
Mangan(III)-fluorid kann durch Reaktion von Mangan(II)-iodid oder Mangan(II)-fluorid mit Fluor gewonnen werden.
{\displaystyle \mathrm {2\ MnI_{2}+13\ F_{2}\longrightarrow 2\ MnF_{3}+4\ IF_{5}} }
Es kann durch Fluorierung von Mangan erzeugt werden.
{\displaystyle \mathrm {2\ Mn+3\ F_{2}\longrightarrow 2\ MnF_{3}} }

## Eigenschaften

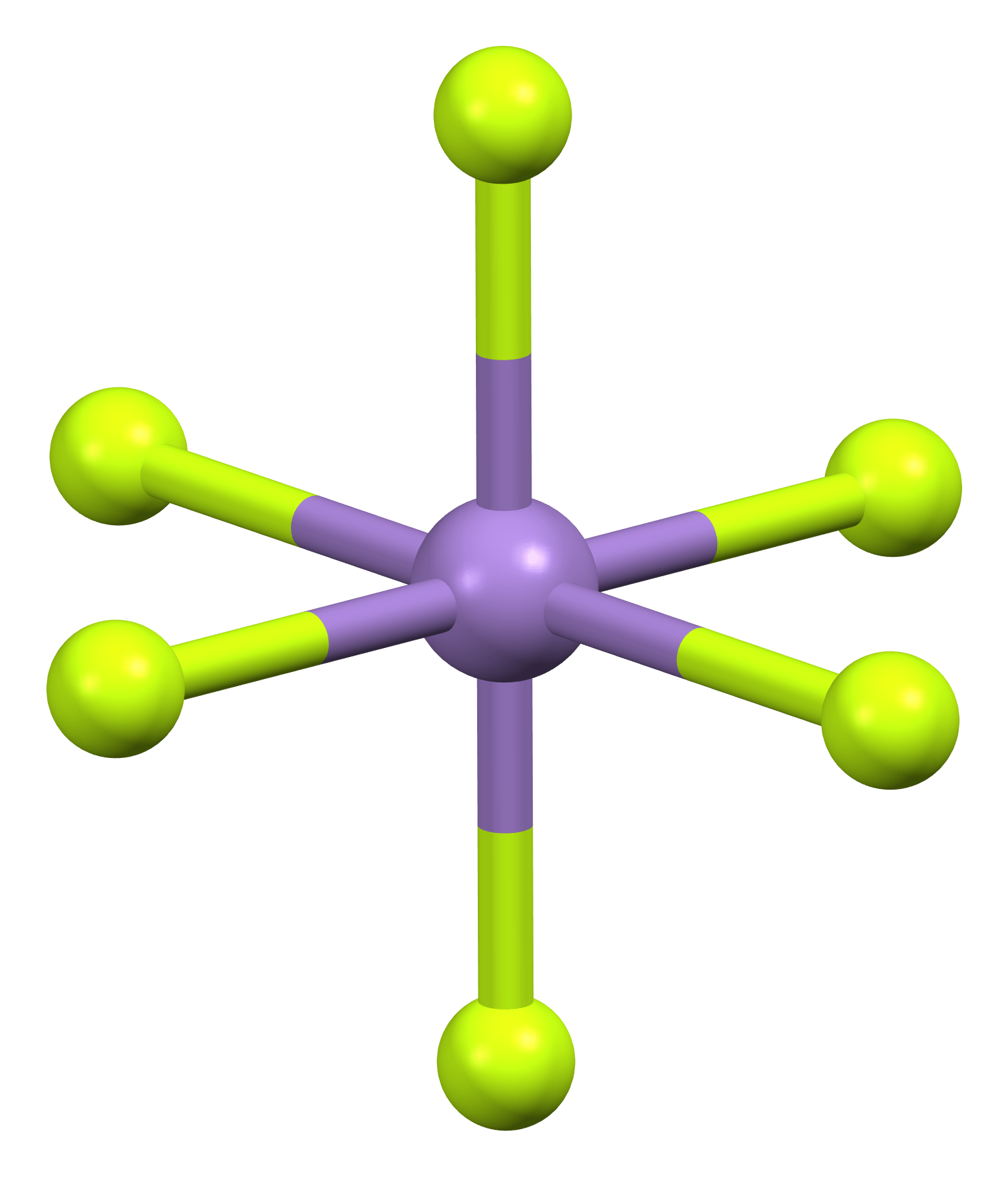
MnF_{6}-Oktaeder als zentrale Einheiten der Kristallstruktur

Mangan(III)-fluorid ist ein rubinrotes Salz, das von Wasser hydrolysiert wird. Es ist thermisch bis 600 °C beständig. Es besitzt eine monokline pseudorhomboedrische Kristallstruktur mit der Raumgruppe C2/c (Raumgruppen-Nr. 15), welche aus gestreckten MnF6-Oktaedern aufgebaut ist. Die Gitterparameter betragen a = 8,904 ± 0,003 Å; b = 5,037 ± 0;002 Å; c = 13,448 ± 0,005 Å; β = 92,74 ± 0,04°.

## Verwendung
Mangan(III)-fluorid wird als Fluorierungsmittel verwendet.